# 唐纳德·哈珀
唐纳德·哈珀（英語：Donald Harper，1932年6月4日—2017年11月30日），生于加州红木城，美国男子跳水、体操运动员。他曾代表美国参加1956年夏季奥林匹克运动会跳水比赛，获得男子3米跳板银牌。